# Arytera distylis
Arytera distylis es una especie de árbol perteneciente a la familia de las sapindáceas. Es originaria de Australia.

## Descripción
Es un árbol que alcanza un tamaño de hasta 20 m de alto; glabro a excepción de en la pubertad  y los pedúnculos. Las hojas tienen un tamaño de 5-13 cm de largo, con 2 folíolos, raramente algunas hojas con 4,  ± elípticas a lanceoladas, la mayoría de 4-8 cm de largo, 1.5-3.5 cm de ancho, ápice acuminado, base ± cuneada,  finamente pubescentes en la superficie inferior; varios domacios glabros presentes; pecíolo 5-15 mm de largo, peciólulos 2-4 mm de largo. Inflorescencias por lo general no ramificadas, 2-8 cm de largo, pedicelos de 1.5-3 mm de largo. Cáliz c. 1,5 mm de largo. Pétalos de c. 2 mm de largo. El fruto es una cápsula 1  o 2-lobulada, de color amarillo a naranja; con lóbulos bifurcados, ovoide a elipsoide, 10-15 mm de largo, glabros; arilo rojo.

## Distribución
Se encuentra en el norte de la selva subtropical y bosque seco de Woodburn en Nueva Gales del Sur. 

## Taxonomía
Arytera distylis fue descrita por Ludwig Adolph Timotheus Radlkofer   y publicado en Sitzungsberichte der Mathematisch-Physikalischen Classe (Klasse) der K. B. Akademie der Wissenschaften zu München 9: 553. 1879.
Etimología
Arytera: nombre genérico que deriva del griego antiguo para '"taza". Las válvas de las frutas son una forma de copa. 
distylis: epíteto del latín que se refiere a los dos estilos en la flor
Sinonimia
- Nephelium distylis (Benth.) F.Muell.[3]